# 新西山会议
新西山会议（另稱杏林山庄會議），是2006年3月4日在北京西山杏林山庄，由中国经济体制改革研究会会长高尚全组织的一次闭门秘密会议，正式名称为“中国宏观经济与改革走势座谈会”，后在网上被和西山会议相联系，被称为新西山会议。主要参加者有贺卫方、张维迎、杨东平、石小敏等。会议后不久，其会议纪要即在网上泄漏，在网上引起了激烈的论战。2006年4月9日由毛泽东旗帜网主办的“坚持社会主义改革研讨会”发动了对西山会议的批判。乌有之乡也曾组织过有关的批判。2006年4月12日，马宾给中共中央总书记胡锦涛及其他中共中央政治局常委写公开信，报告高尚全教授、贺卫方教授、张维迎教授等在西山会议上发表了一些观点。